# Millettia kityana
Millettia kityana är en ärtväxtart som beskrevs av William Grant Craib. Millettia kityana ingår i släktet Millettia och familjen ärtväxter. Inga underarter finns listade i Catalogue of Life.